# 8084 Dallas
8084 Dallas este un asteroid din centura principală de asteroizi.

## Descriere
8084 Dallas este un asteroid din centura principală de asteroizi. A fost descoperit pe 6 februarie 1989 la Ayashi de Masahiro Koishikawa. El prezintă o orbită caracterizată de o semiaxă mare de 3,06 ua, o excentricitate de 0,22 și o înclinație de 2,1° în raport cu ecliptica.